# Ledebouria

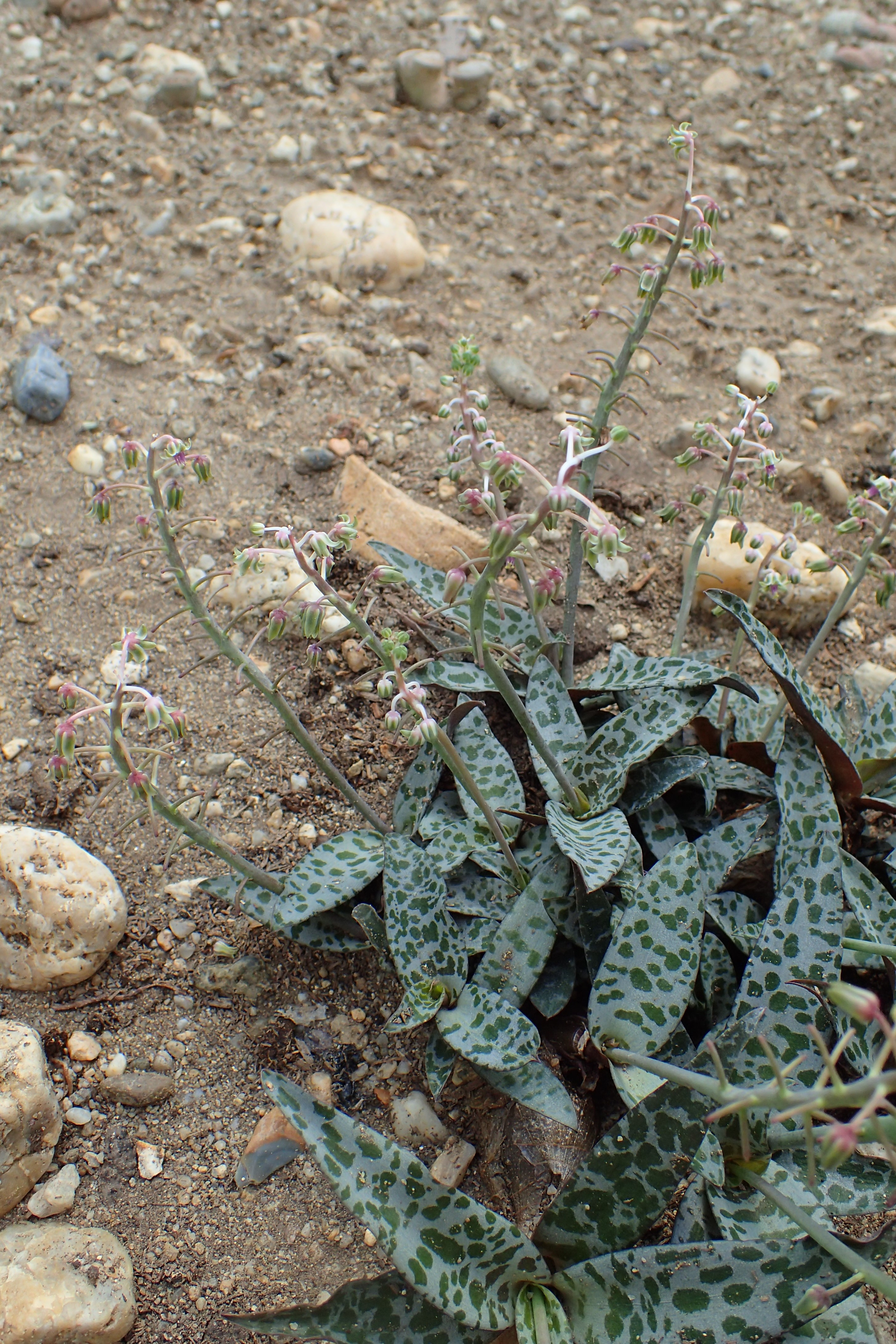
Ledebouria socialis

Ledebouria – rodzaj roślin z rodziny szparagowatych Asparagaceae. Obejmuje ok. 30–53 gatunki. Rośliny te występują w większości w południowej wschodniej Afryce sięgając na północ do Kenii. Jeden gatunek rośnie także w Indiach. Zwykle rosną w miejscach skalistych, na nagich, kamienistych stokach i równinach. Niektóre gatunki uprawiane są jako rośliny ozdobne, w tym także doniczkowe.

## Morfologia

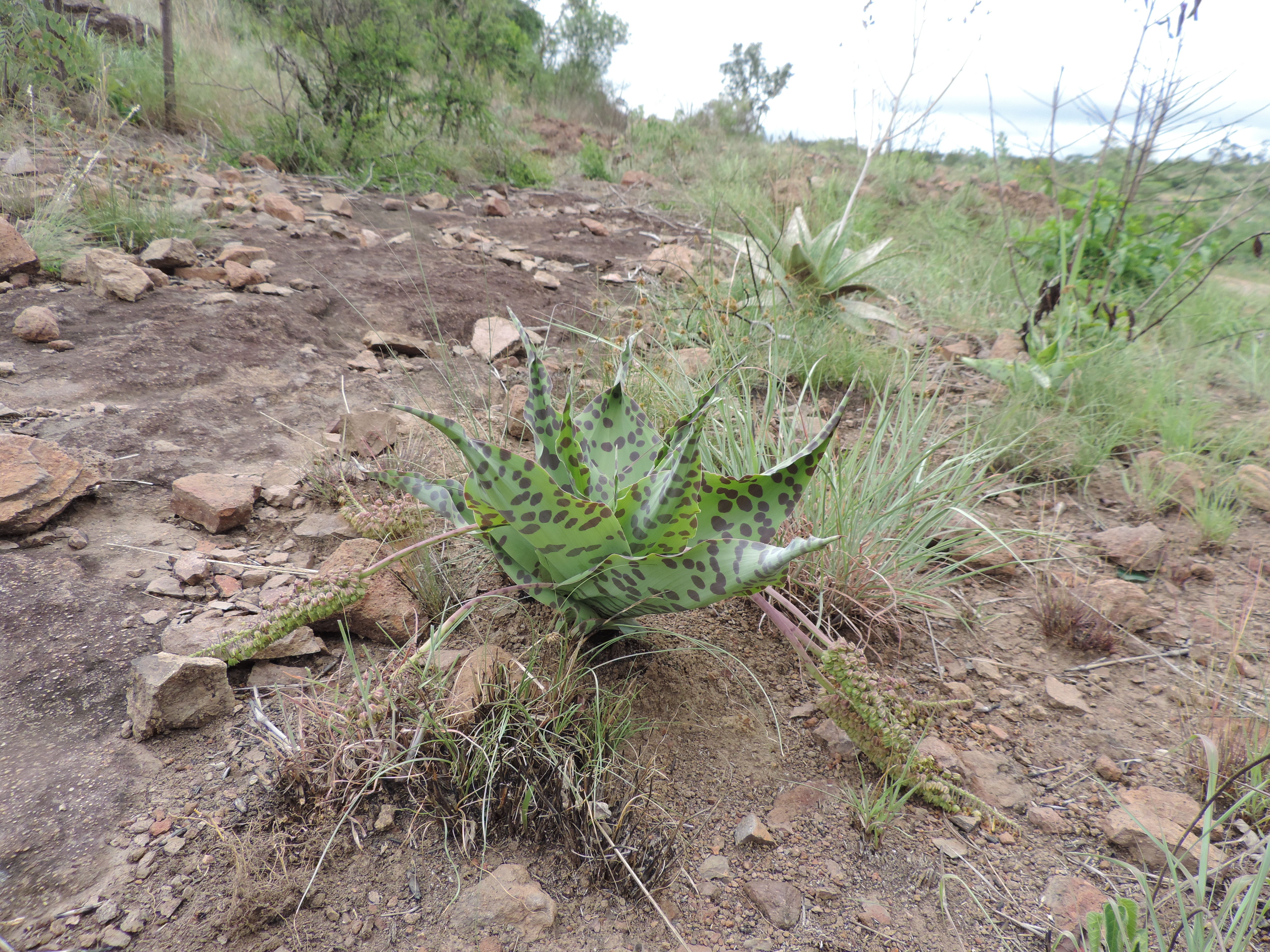
Ledebouria zebrina

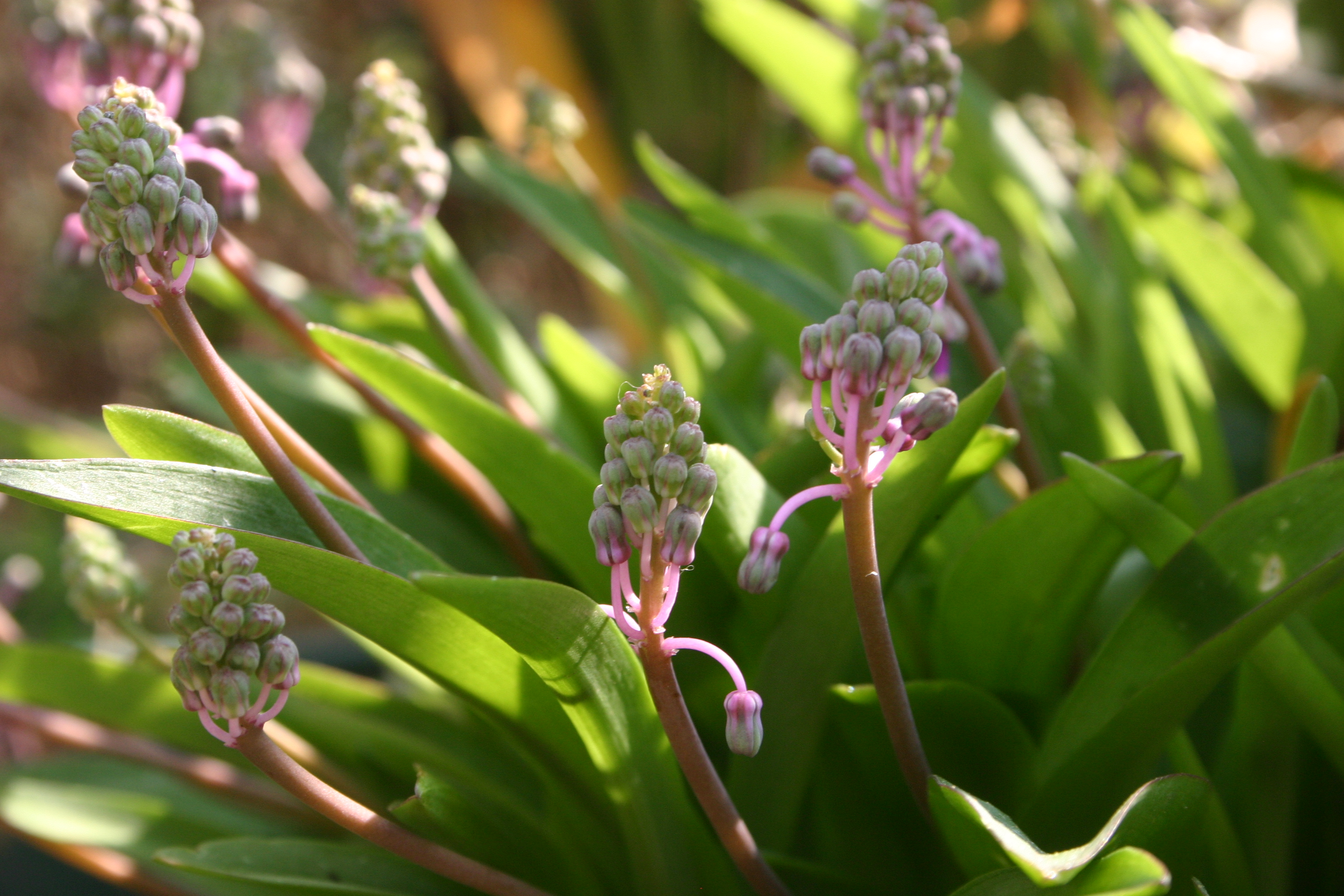
Ledebouria minima

PokrójByliny z cebulami, z których wyrasta pęd kwiatonośny o wysokości do 20 cm.
LiściePłaskie, zawsze tylko odziomkowe, często szerokie i ciemno lub srebrzyście plamkowane.
KwiatyZebrane w groniaste kwiatostany, czasem składające się z 20 kwiatów. Okwiat niebieski, różowy, fioletowy, biały lub zielonkawy, składa się z 6 listków o podobnej długości, u nasady zrośniętych. Pręcików jest 6. Zalążnia górna powstaje z trzech owocolistków. W każdej z komór rozwijają się po dwa zalążki. Pojedyncza szyjka słupka zakończona jest prostym znamieniem.
OwoceTorebki z nielicznymi, czarnymi nasionami.

## Systematyka
Pozycja systematyczna
Rodzaj z podplemienia Massoniinae, z plemienia Hyacintheae, podrodziny Scilloideae z rodziny szparagowatych Asparagaceae. W przeszłości w różnych systemach klasyfikowany był w szeroko ujmowanej rodzinie liliowatych. Zaliczany był także do rodziny hiacyntowatych Hyacinthaceae w systemach, które ją wyróżniały.
Wykaz gatunków
- Ledebouria apertiflora (Baker) Jessop
- Ledebouria asperifolia (van der Merwe) S.Venter
- Ledebouria atrobrunnea S.Venter
- Ledebouria camerooniana (Baker) Speta
- Ledebouria concolor (Baker) Jessop
- Ledebouria confusa S.Venter
- Ledebouria cooperi (Hook.f.) Jessop
- Ledebouria cordifolia (Baker) Stedje & Thulin
- Ledebouria coriacea S.Venter
- Ledebouria cremnophila S.Venter & van Jaarsv.
- Ledebouria crispa S.Venter
- Ledebouria dolomiticola S.Venter
- Ledebouria edulis (Engl.) Stedje
- Ledebouria ensifolia (Eckl.) S.Venter & T.J.Edwards
- Ledebouria floribunda (Baker) Jessop
- Ledebouria galpinii (Baker) S.Venter & T.J.Edwards
- Ledebouria glauca S.Venter
- Ledebouria grandifolia (Balf.f.) A.G.Mill. & D.Alexander
- Ledebouria hypoxidioides (Schönland) Jessop
- Ledebouria inquinata (C.A.Sm.) Jessop
- Ledebouria insularis A.G.Mill.
- Ledebouria kirkii (Baker) Stedje & Thulin
- Ledebouria lepida (N.E.Br.) S.Venter
- Ledebouria leptophylla (Baker) S.Venter
- Ledebouria lilacina (Fenzl ex Kunth) Speta
- Ledebouria luteola Jessop
- Ledebouria macowanii (Baker) S.Venter
- Ledebouria maesta (Baker) Speta
- Ledebouria marginata (Baker) Jessop
- Ledebouria minima (Baker) S.Venter
- Ledebouria mokobulanensis Hankey & T.J.Edwards
- Ledebouria monophylla S.Venter
- Ledebouria nossibeensis (H.Perrier) J.C.Manning & Goldblatt
- Ledebouria ovalifolia (Schrad.) Jessop
- Ledebouria ovatifolia (Baker) Jessop
- Ledebouria papillata S.Venter
- Ledebouria pardalota S.Venter
- Ledebouria parvifolia S.Venter
- Ledebouria pustulata S.Venter
- Ledebouria remifolia S.Venter
- Ledebouria revoluta (L.f.) Jessop
- Ledebouria rupestris (van der Merwe) S.Venter
- Ledebouria sandersonii (Baker) S.Venter & T.J.Edwards
- Ledebouria scabrida Jessop
- Ledebouria socialis (Baker) Jessop
- Ledebouria somaliensis (Baker) Stedje & Thulin
- Ledebouria sudanica (A.Chev.) Burg
- Ledebouria undulata (Jacq.) Jessop
- Ledebouria urceolata Stedje
- Ledebouria venteri van Jaarsv. & A.E.van Wyk
- Ledebouria viscosa Jessop
- Ledebouria zambesiaca (Baker) Speta
- Ledebouria zebrina (Baker) S.Venter